# Pyreneola melvilli
Pyreneola melvilli is een slakkensoort uit de familie van de Columbellidae. De wetenschappelijke naam van de soort is voor het eerst geldig gepubliceerd in 1835 door Hedley.